# Hôtel de Briet
Pour les articles homonymes, voir Briet.
L'Hôtel de Briet est une demeure particulière située sur la commune de La Réole, dans le département de la Gironde, en France.

## Localisation
L'édifice est située  au nord de la vieille ville, rue de Verdun qui mène de l'ancien hôtel de ville à l'hôpital départemental.

## Historique
La construction en date du XVIIe siècle, la date de 1662 étant gravée au-dessus de la porte d'entrée. Le fronton en est orné d'un soleil qui évoque le nom du propriétaire, Monsieur de Briet. La grille qui ferme la cour est l'œuvre de Blaise Charlut, tout comme les balcons incurvés du premier étage.
L'édifice est inscrit au titre des monuments historiques par arrêté du 16 juin 1965 en totalité.

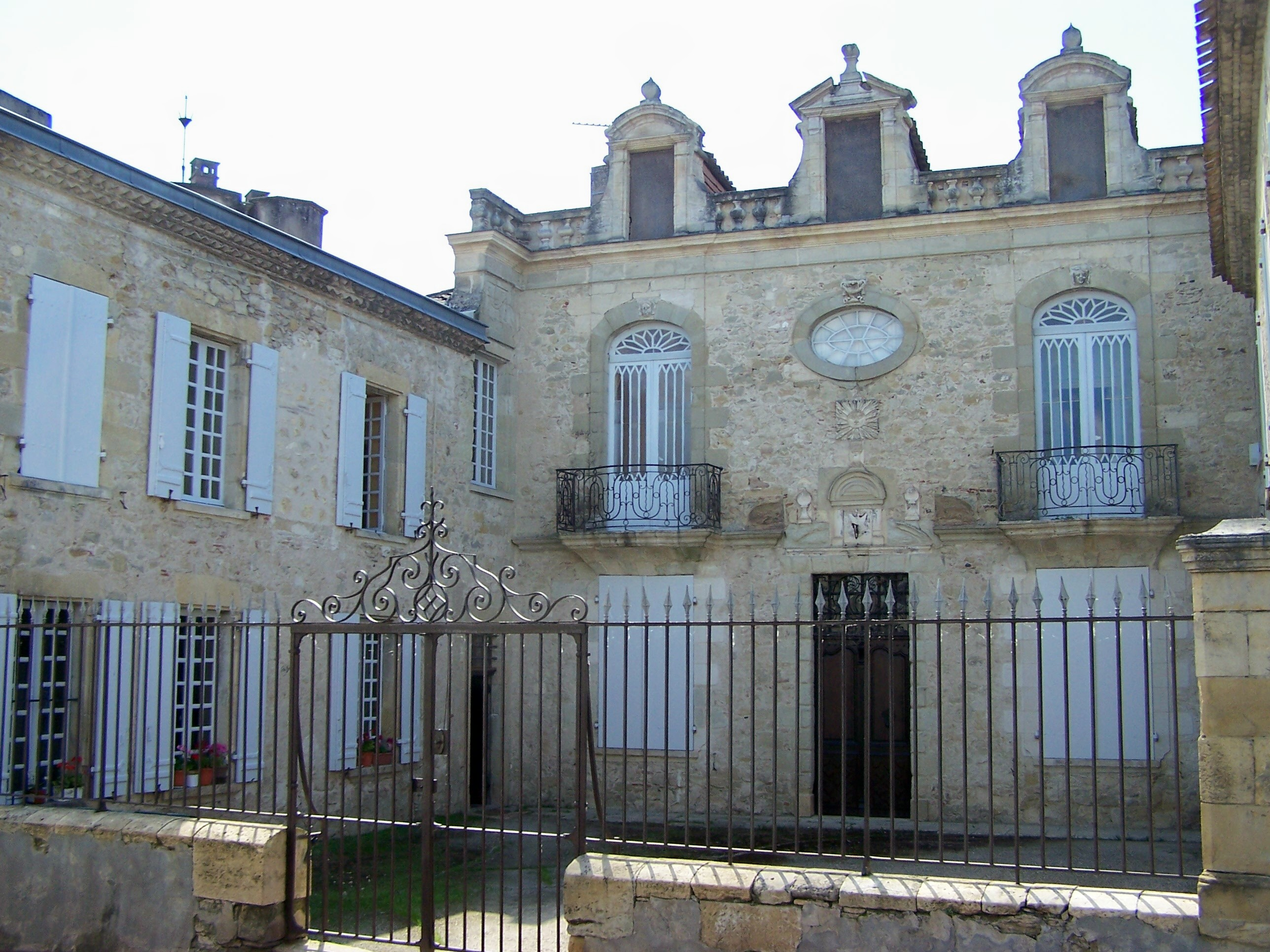
L'hôtel face à l'est (juin 2009)